# People's Budget
O People's Budget foi um projecto do governo liberal de H. H. Asquith, entre 1909 e 1910, que visava níveis de impostos aos ricos a um nível sem precedentes e muitos programas radicais de segurança social.
Tendo como principais impulsionadores David Lloyd George e o seu aliado Winston Churchill, ambos eram apelidados de "Terrible Twins" (Gémeos Terríveis) por vários contemporâneos conservadores.
O biografo de Churchill, William Manchester, chamou a este projecto um "conceito revolucionário", pois foi o primeiro orçamento na história britânica com a intenção explicita de redistribuir a riqueza entre o público britânico.
Ao ser chumbado pela Câmara dos Lordes, originou a mais séria crise constitucional do Reino Unido no século XX. Porém, após ser ligeiramente alterado, foi aprovado pela Câmara dos Comuns depois desta ganhar mais "poder" ou "independência" em relação à outra Câmara.